# Cabara
Cabara ist eine südwestfranzösische Gemeinde mit 512 Einwohnern (Stand 1. Januar 2022) im Département Gironde in der Region Nouvelle-Aquitaine (vor 2016 Aquitaine). Die Gemeinde gehört zum Arrondissement Libourne und zum Kanton Les Coteaux de Dordogne.

## Lage
Cabara liegt etwa 40 Kilometer ostnordöstlich von Bordeaux. Der Fluss Dordogne begrenzt die Gemeinde im Norden und Osten. Umgeben wird Cabara von den Nachbargemeinden Vignonet im Norden, Sainte-Terre im Osten, Saint-Aubin-de-Branne im Süden und Südwesten, Branne im Westen sowie Saint-Sulpice-de-Faleyrens im Nordwesten.

## Bevölkerungsentwicklung
| Jahr                       | 1962 | 1968 | 1975 | 1982 | 1990 | 1999 | 2006 | 2017 |
| Einwohner                  | 350  | 361  | 335  | 319  | 341  | 337  | 347  | 513  |
| Quellen: Cassini und INSEE |      |      |      |      |      |      |      |      |

## Sehenswürdigkeiten
- Kirche Notre-Dame aus dem 19. Jahrhundert

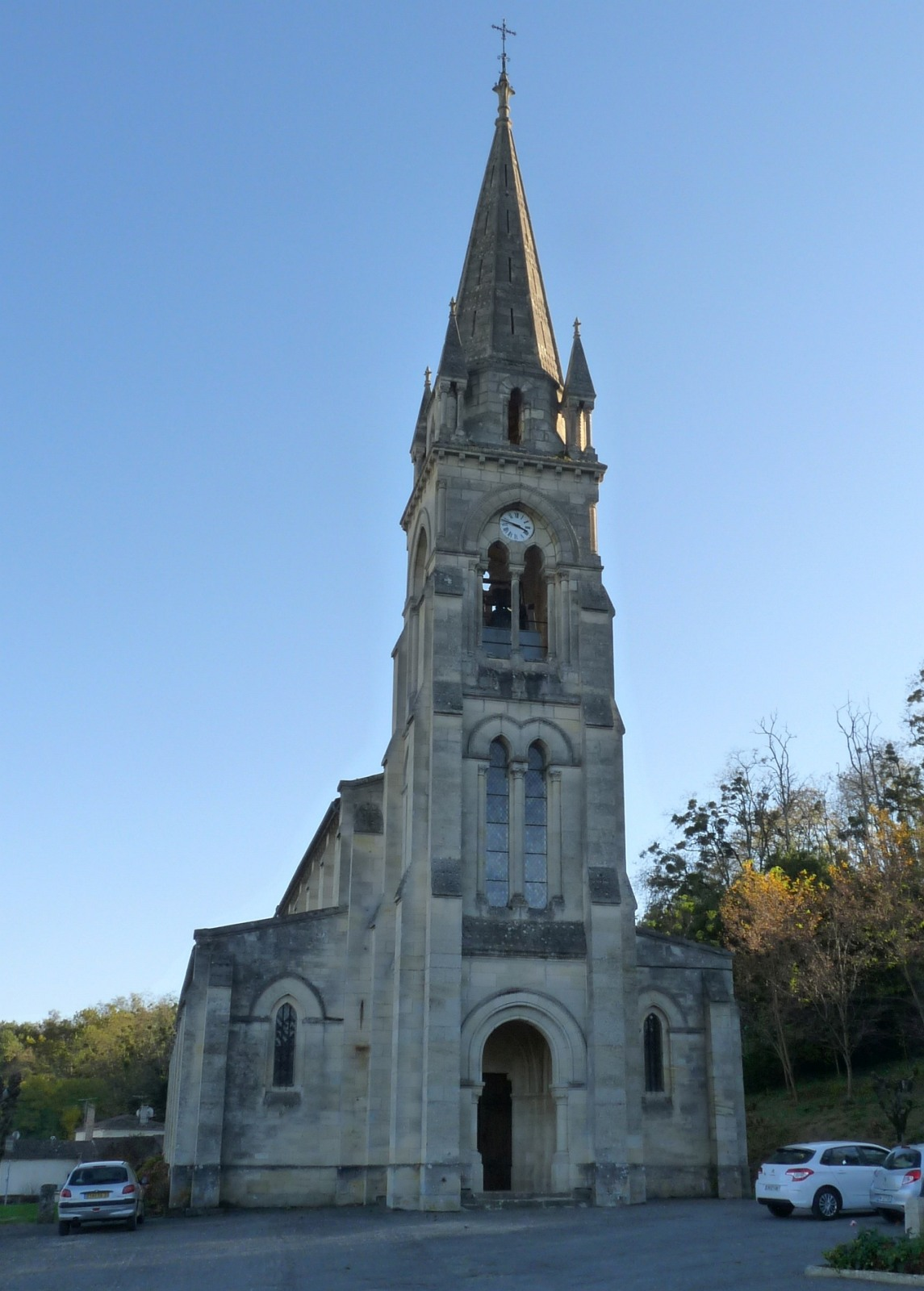
Kirche Notre-Dame